# Hanna Norman
Hanna Ulrica Norman född 9 juni 1975 i Målilla med Gårdveda församling, Kalmar län, är en svensk skådespelare och musikalartist, uppvuxen i Mantorp. Norman är utbildad bland annat vid Balettakademien i Göteborg och på Kulturamas skådespelarutbildning. Sedan hon examinerades från Balettakademien 1997, har hon spelat i flera teater- och musikaluppsättningar samt gjort ett antal TV-framträdanden. 
Hon spelade Judy i pausunderhållningen i Melodifestivalen 2007.
För den större TV-publiken är hon mest känd för rollen som Nillan i Stefan & Kristers humorserie Full Frys.
2023 deltog hon i den tionde säsongen av Hela kändis-Sverige bakar på TV4.

## Teater

### Roller (ej komplett)
| År   | Roll          | Produktion                                                                        | Regi            | Teater                                  |
| ---- | ------------- | --------------------------------------------------------------------------------- | --------------- | --------------------------------------- |
| 1998 | Anytime Annie | 42nd Street                                                                       | Malmö           |                                         |
| 1999 | Gisela        | Rika barn leka bäst Carin Mannheimer                                              | Birgitta Palme  | Helsingborgs stadsteater                |
| 2001 | Petra         | Ditte - människodotter                                                            |                 | Länsteatern på Gotland                  |
| 2002 | Clara         | Hemsöborna August Strindberg                                                      |                 | Fjäderholmsteatern                      |
| 2003 | Clara         | Hemsöborna August Strindberg                                                      |                 | Fjäderholmsteatern                      |
| 2004 | Serena Katz   | Fame José Fernandez, Steve Margoshes och Jacques Levy                             | Hans Berndtsson | Oscarsteatern Göteborgsoperan Riksturné |
| 2004 | Malin         | Vi på Saltkråkan Astrid Lindgren                                                  |                 |                                         |
| 2005 | Eva Perón     | Evita Andrew Lloyd Webber och Tim Rice                                            | Ola Hörling     | Kristianstads teater                    |
| 2006 | Helga         | Cabaret Fred Ebb, John Kander och Joe Masteroff                                   |                 | Restaurang Tyrol                        |
| 2007 | Medverkande   | Brel - Rätt in i hjärtat                                                          | Olle Ljungberg  | Vasateatern Turné                       |
| 2007 | Ensemble      | Rivierans Guldgossar David Yazbek och Jeffrey Lane                                | Bo Hermansson   | Cirkus, Stockholm                       |
| 2008 | Ensemble      | My Fair Lady Frederick Loewe och Alan Jay Lerner                                  | Tomas Alfredson | Oscarsteatern                           |
| 2010 |               | Singin' in the rain Betty Comden, Adolph Green, Arthur Freed och Nacio Herb Brown | Bo Hermansson   | Oscarsteatern                           |

## Filmografi
- 2007 - Judy i Melodifestivalmusikalen SVT
- 2005 - Kocken
- 2000 - Nya tider
- 2000 - Farsarvet-Miss Norrland 1959
- 2000 - Labyrinten
- 1998 - Full Frys (TV-serie)